# Junior Eurovisiesongfestival 2024
Het Junior Eurovisiesongfestival 2024 was de 22ste editie van het Junior Eurovisiesongfestival. Het vond op 16 november plaats in het Caja Mágica in Madrid, Spanje. Het werd georganiseerd door de EBU en de Spaanse omroep RTVE en het was de eerste keer dat het evenement in Spanje werd gehouden. Het was ook de eerste keer sinds 2015 dat het festival op zaterdagavond werd gehouden in plaats van zondagmiddag.

## Locatie
Het festival vond plaats in Madrid, Spanje. Het was voor de eerste keer in Spanje gehouden.

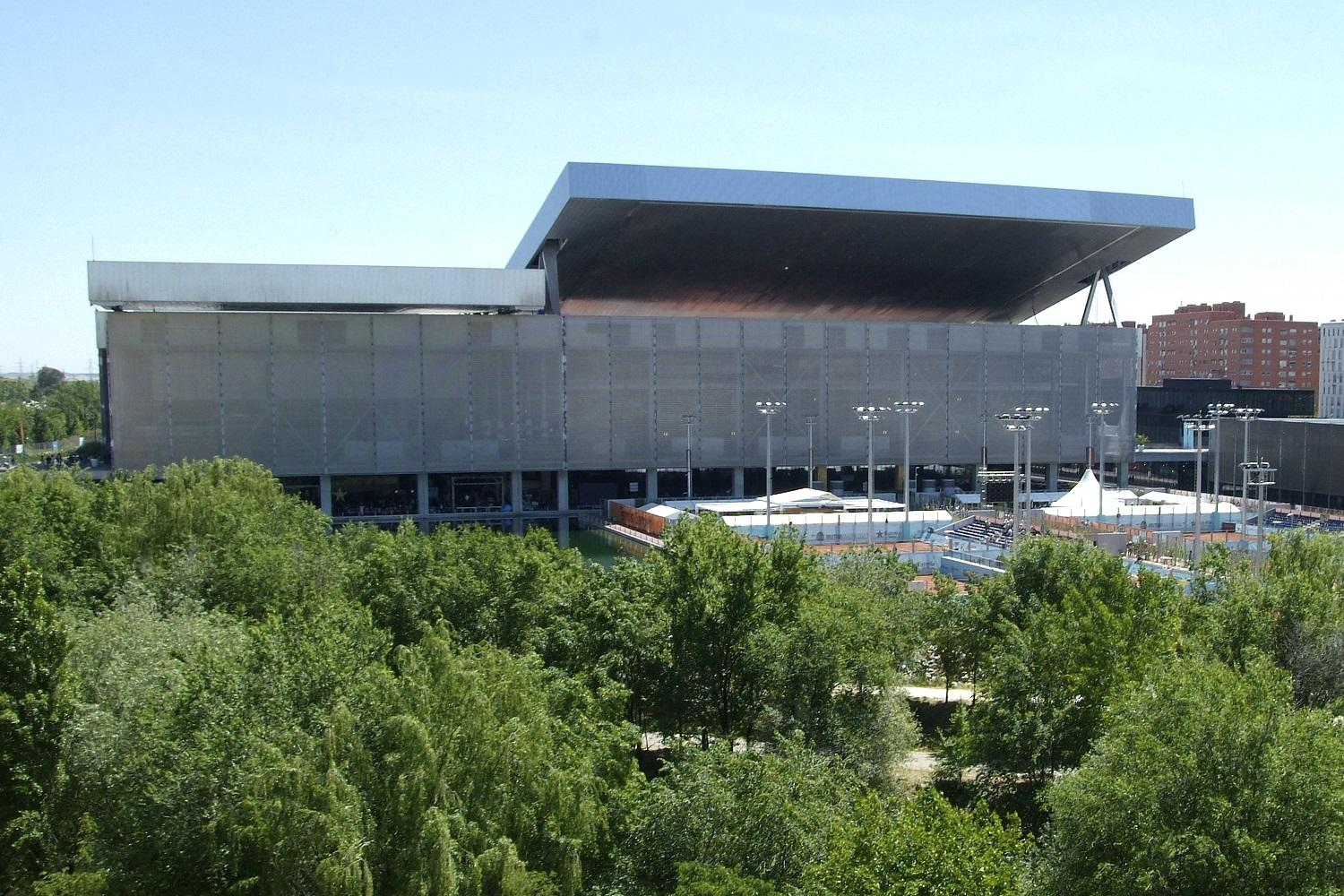
Caja Mágica, plaats waar het Junior Eurovisiesongfestival 2024 werd gehouden

### Selectie gastland en locatie
In tegenstelling tot bij het Eurovisiesongfestival, heeft het winnende land niet automatisch het recht om te organiseren. Sinds 2011 heeft de winnaar wel de eerste keuze. Het is sindsdien dan ook slechts enkele keren voorgekomen dat het festival niet plaatsvond in het land dat een jaar eerder won.

#### Gastland
Na de overwinning van Frankrijk op het Junior Eurovisiesongfestival 2023 had Frankrijk het recht verworven om het dit jaar te organiseren. De Franse omroep France Televisions liet echter meteen al doorsluimeren dat het hier misschien geen gebruik van ging maken aangezien het "geen monopolie" wilde op het organiseren van het Junior Eurovisiesongfestival. Daarnaast stond er met de Olympische Zomerspelen 2024 al een enorme veiligheidsoperatie in de planning. Op 14 februari werd bekend dat Frankijk inderdaad heeft bedankt voor de eer en dat het festival dit jaar plaats ging vinden in Spanje, het land dat in 2023 tweede was geworden.

#### Gaststad
Kort na de bekendmaking van het gastland toonden meerdere Spaanse steden interesse in de organisatie. Vijf steden dienden uiteindelijk een kandidatuur in: Barcelona, Valencia, Malaga, Granada en Zaragoza. Zaragoza trok zich enkele dagen later alweer terug omdat er geen podium beschikbaar was. Op 23 april trok Barcelona zich om dezelfde reden terug.
Op 10 mei werd bekend dat het festival gehouden werd in Madrid.

## Uitslag
| Plaats | Land            | Taal                  | Artiest           | Lied                 | Jury | Publiek | Totaal |
| ------ | --------------- | --------------------- | ----------------- | -------------------- | ---- | ------- | ------ |
| 1      | Georgië         | Georgisch             | Andria Putkaradze | To my mom            | 180  | 59      | 239    |
| 2      | Portugal        | Portugees en Spaans   | Victoria Nicole   | Esperança            | 96   | 117     | 213    |
| 3      | Oekraïne        | Oekraïens en Engels   | Artem Kotenko     | Hear me now          | 122  | 81      | 203    |
| 4      | Frankrijk       | Frans                 | Titouan           | Comme ci, comme ça   | 103  | 74      | 177    |
| 5      | Malta           | Maltees               | Ramires Sciberras | Stilla ċkejkna       | 74   | 79      | 153    |
| 6      | Spanje          | Spaans                | Chloe DelaRosa    | Como la lola         | 80   | 64      | 144    |
| 7      | Albanië         | Albanees              | Nikol Çabeli      | Vallëzoj             | 82   | 44      | 126    |
| 8      | Armenië         | Armeens en Engels     | Leo               | Cosmic friend        | 76   | 49      | 125    |
| 9      | Italië          | Italiaans en Engels   | Simone Grande     | Pigiama party        | 52   | 46      | 98     |
| 10     | Nederland       | Nederlands en Engels  | Stay Tuned        | Music                | 34   | 57      | 91     |
| 11     | Duitsland       | Duits en Engels       | Bjarne            | Save the best for us | 14   | 57      | 71     |
| 12     | Polen           | Pools en Engels       | Dominik Arim      | All together         | 13   | 48      | 61     |
| 13     | Cyprus          | Grieks en Engels      | Maria Pissarides  | Crystal waters       | 10   | 50      | 60     |
| 14     | Estland         | Estisch               | Annabelle Ats     | Tänavad              | 14   | 41      | 55     |
| 15     | Ierland         | Iers                  | Enya Cox Dempsey  | Le chéile            | 15   | 40      | 55     |
| 16     | Noord-Macedonië | Macedonisch en Engels | Ana & Aleksej     | Marathon             | 20   | 34      | 54     |
| 17     | San Marino      | Italiaans             | Idols SM          | Come noi             | 1    | 46      | 47     |

## Wijzigingen

Deelnemende landen
Landen die in het verleden deelgenomen hebben, maar in 2024 afwezig zijn

### Terugkerende landen
- Cyprus - op 21 augustus werd bekend dat Cyprus voor het eerst sinds 2017 weer zal meedoen.[7]
- San Marino - op 3 september werd bekend dat San Marino na negen jaar afwezigheid zal terugkeren. Dit ondanks dat de omroep van San Marino, SMRTV, eerder had aangegeven niet mee te zullen doen.[8]

### Terugtrekkende landen
- Verenigd Koninkrijk - op 21 juni werd bekend dat het Verenigd Koninkrijk zich terugtrekt.[9]